# 松尾光
松尾 光（まつお ひかる、1948年- ）は、日本の歴史学者。学位は、博士（史学）（2005年）（学位論文『白鳳天平時代の研究』）。黛弘道に師事。父は国文学者の松尾聰。

## 学歴・職歴
東京都新宿区下落合1丁目406番地生まれ。学習院高等科卒業。1970年学習院大学文学部史学科卒業。1975年学習院大学大学院人文科学研究科史学専攻博士課程満期退学。1974年神奈川学園中学校・高等学校社会科教諭。1995年高岡市万葉歴史館主任研究員。1997年姫路市立姫路文学館学芸課長。2001年6月奈良県企画部観光交流局課長補佐。奈良県立万葉文化館併設の奈良県万葉文化振興財団万葉古代学研究所副所長兼総括研究員。2005年『白鳳天平時代の研究』で博士（史学）の学位を取得。2007年早稲田大学商学部非常勤講師。2008年奈良県立万葉文化館名誉研究員。2014年奈良県立万葉文化館研究顧問。

## 著書（単著）
- 『古代の神々と王権』古代史散策 笠間書院、1994
- 『天平の木簡と文化』古代史散策 笠間書院、1994
- 『天平の政治と争乱』古代史散策 笠間書院、1995
- 『古代の王朝と人物』 古代史散策 笠間書院、1997
- 『古代史の異説と懐疑』 古代史散策 笠間書院、1999
- 『白鳳天平時代の研究』笠間書院、2004
- 『古代の豪族と社会』笠間書院、2005
- 『万葉集とその時代』笠間書院、2009
- 『古代史の謎を攻略する　古代・飛鳥時代篇』笠間書院、2009
- 『古代史の謎を攻略する　奈良時代篇』笠間書院、2009
- 『古代の社会と人物』笠間書院、2012
- 『日本史の謎を攻略する』笠間書院、2014
- 『現代語訳魏志倭人伝』KADOKAWA、2014
- 『思い込みの日本史に挑む』笠間書院、2015
- 『古代史の思い込みに挑む』笠間書院、2018
- 『闘乱の日本古代史』花鳥社、2019
- 『飛鳥奈良時代史の研究』花鳥社、2021
- 『古代政治史の死角』花鳥社、2022

## 著書（編著・おもな共著）
- 『古代史はこう書き変えられる　検証・33の遺跡』編著 立風書房、1989
- 『日本古代史事典』江上波夫・上田正昭・佐伯有清監修、共編著 大和書房、1993
- 『争乱の日本古代史　古代人の戦いと政権抗争の謎に迫る』山岸良二共著 廣済堂出版、1995　→新人物文庫2010
- 『古代天皇101の謎』編著 新人物往来社、1998
- 『古代日本がわかる事典』山岸良二共著 日本実業出版社、1999
- 『万葉集101の謎』編著 新人物往来社、2000　→抄略本として『古代史がわかる「万葉集」の読み方』新人物文庫、2011
- 『松尾聰遺稿集Ⅰ　中古語「ふびんなり」の語意』吉岡曠・永井和子と共編 笠間書院、2001
- 『松尾聰遺稿集Ⅱ　「源氏物語」不幸な女性たち』吉岡曠・永井和子と共編. 笠間書院、2001
- 『忘れえぬ女性　松尾聰遺稿拾遺と追憶』松尾聰・松尾八洲子と共著. 豊文堂出版、2001
- 『早わかり古代史　時代の流れが図解でわかる!』編著 日本実業出版社、2002
- 『疎開・空襲・愛　母の遺した書簡集』編著 笠間書院、2008
- 『近鉄沿線謎解き散歩』編著 KADOKAWA、2013

## 著作目録
- 松尾光歴史関係著書・著作一覧[1973.4-2003.12](『白鳳天平時代の研究』所収、688P-709P)
- 松尾光歴史関係著書・著作一覧Ⅱ[2004.1-2020.12]（『飛鳥奈良時代史の研究』所収、541P-560P）
- 平田耿二編『古代日本研究文献総合目録』下巻、勉誠出版、1998
- researchmap「松尾光」項　2020

## 担当展示
- 「第３回企画展示　万葉の風土と歌人－ミヤコとヒナ－」（高岡市万葉歴史館）1996.7.7～2000.9.29
- 「風土記が語る古代播磨」（姫路文学館）2000.10.13～11.26

## 所属学会
- 続日本紀研究会
- 木簡学会
- 日本史研究会
- 正倉院文書研究会
- 日本歴史学会